# Wielkie brytyjskie wypieki
Wielkie brytyjskie wypieki (The Great British Bake Off, skrótowo Bake Off lub GBBO) – brytyjski program typu reality show polegający na konkursie wypieków wyprodukowany przez Love Productions. W programie grupa cukierników amatorów rywalizuje ze sobą podczas kilku konkurencji starając się zaimponować jury swoimi umiejętnościami cukierniczymi. W każdym odcinku wybrany zostaje zwycięzca, a jeden z zawodników zostaje wyeliminowany. Premiera miała miejsce 17 sierpnia 2010, a cztery pierwsze sezony pojawiły się na antenie BBC Two. Następnie, ze względu na popularność produkcji, program został przeniesiony do stacji BBC One, gdzie był emitowany przez następne trzy sezony. Po zakończeniu siódmego sezonu producent, Love Productions, podpisał trzyletni kontrakt na ukazanie kolejnych sezonów na antenie kanału Channel 4.
Oryginalnie program prowadziły Sue Perkins i Mel Giedroyc, a w jury zasiadali Mary Berry i Paul Hollywood. Potem prowadzącymi byli Noel Fielding i Sandi Toksvig, a drugim jurorem została Prue Leith; obecnie Toksgiving zastąpił Matt Lucas. Program wygrywali kolejno: Edd Kimber, Joanne Wheatley, John Whaite, Frances Quinn, Nancy Birtwhistle, Nadiya Hussain, Candice Brown, Sophie Faldo, Rahul Mandal, David Atherton i Peter Sawkins.
Bake Off stał się ważną częścią kultury brytyjskiej, uznaje się, że na nowo ożywił wśród Brytyjczyków i Irlandczyków zainteresowanie wypiekami. Wielu uczestników, w tym również zwycięzców programu, kontynuowało później karierę w cukiernictwie, a sam program, uhonorowany nagrodą BAFTA doczekał się odcinków specjalnych oraz spin-offów, takich jak Junior Bake Off dla dzieci (emitowany na antenie CBBC); ukazujący kulisy programu An Extra Slice; oraz Bake Off: The Professionals, w którym do rywalizacji stanęły drużyny złożone z zawodowych cukierników.

## Informacje ogólne

### Powstanie

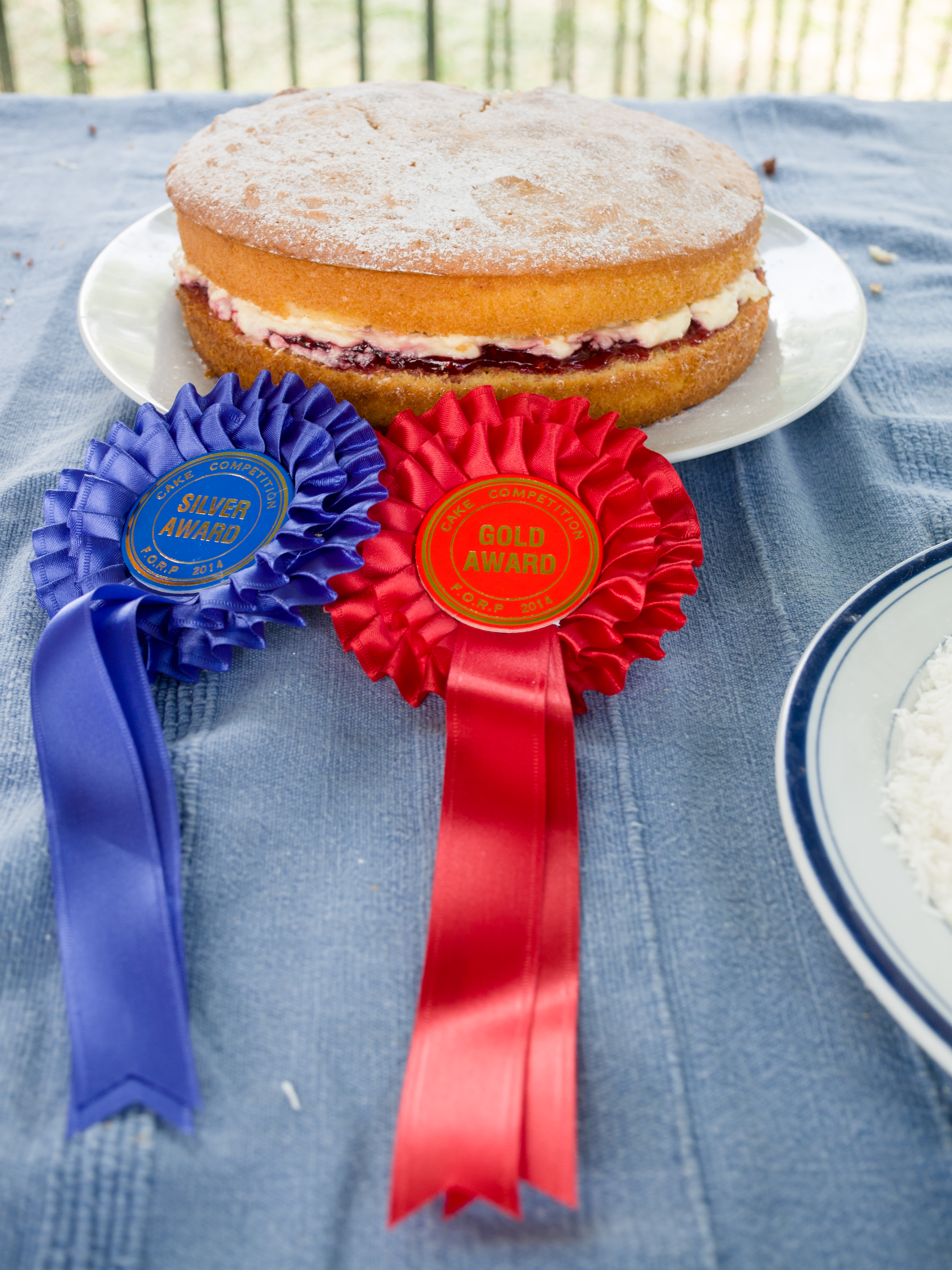
Konkursy wypieków, szczególnie ciasta królowej Wiktorii Victoria sponge (na zdjęciu), jest częścią tradycyjnych festynów angielskich, które były inspiracją do stworzenia programu.

Pomysł na konkurs wypieków powstał podczas rozmowy producentki Anny Beattie z osobą, która widziała takie rywalizacje w Ameryce. Zainspirowały ją również konkursy cukiernicze wywodzące się tradycji festynów angielskich, zwanych fête. Producentka powiedziała: „Niesamowicie spodobała mi się wizja festynów i konkursów cukierniczych, w których liczyło się jedynie stworzenie dobrego wypieku.” Niestety, przez cztery lata nie udało jej się zainteresować swoim pomysłem żadnej ze stacji. Na początku 2009 pomysł został przekazany Janice Hadlow, ówczesnej dyrektor BBC Two. Próba ta zakończyła się sukcesem, a Hadlow wraz z redaktor Charlotte Moore zleciły wyprodukowanie programu, którego stworzenie zajęło około pół roku. Na początku na członka jury wybrano Mary Berry, a po przeprowadzeniu castingu na drugiego jurora wybrany został Paul Hollywood. O prowadzenie „Bake Off” poproszone zostały Sue Perkins oraz Mel Giedroyc. By oddać charakter angielskich festynów program nagrywany jest w namiocie ozdobionym chorągiewkami, w którego tle widoczny jest ogród.

### Emisja i zmiany w obsadzie
Pierwszy odcinek „GBBO” ukazał się 17 sierpnia 2010 na antenie BBC Two. Program emitowany był przez tę stację przez 4 lata, w ciągu których stał się najpopularniejszym show na kanale. Na trzy kolejne sezony został przeniesiony do BBC One. Konkurs zyskał miano najchętniej oglądanego programu w brytyjskiej telewizji w latach 2015 i 2016. W wyniku negocjacji producent programu, Love Productions, ogłosił, że siódmy sezon będzie ostatnim, który pojawi się na kanałach BBC. 12 września 2016 podpisano trzyletnią umowę na emisję show na kanale Channel 4. Dodatkowo prowadzące program Giedroyc i Perkins ogłosiły, że rezygnują z udziału w „Bake off”. Następnie swoje odejście ogłosiła również Mary Berry. Drugi z jurorów, Paul Hollywood, kontynuuje swój udział w programie ukazywanym w nowej stacji. W marcu 2017 przedstawiono nową jurorkę i prowadzących, którymi zostali Prue Leith, Noel Fielding oraz Sandi Toksvig.

## Format
Co tydzień z grona cukierników-amatorów eliminowany jest jeden zawodnik. Po początkowej ocenie kandydaci do udziału w „GBBO” prezentują dwa swoje wypieki na castingu w Londynie. W kolejnym etapie przesłuchań biorą udział w screen testach i rozmowie z producentem. W czasie drugiego castingu muszą wykonać pod okiem sędziów i z udziałem kamer dwa wypieki na podstawie podanych im przepisów. W pierwszym sezonie udział wzięło dziesięciu zawodników, w kolejnych dwóch po dwunastu, w czwartym trzynastu. Od piątego sezonu powrócono do liczby dwunastu zawodników.
W każdym z odcinków uczestnicy mierzą się z trzema zadaniami: autorskim, technicznym oraz popisowym. Zadania wykonywane są w przeciągu dwóch dni, a samo nagrywanie trwa do 16 godzin dziennie. Uczestnicy podlegają ocenie jury, które wybiera ‘Gwiazdę Wypieków Tygodnia’ (od 2 sezonu), oraz eliminuje jednego z uczestników. Do finałowej rundy przechodzi trzech cukierników, z grona których wybierany jest zwycięzca.
Zadanie autorskiePolega na zaprezentowaniu swoich sprawdzonych przepisów.
Zadanie techniczneWymaga wiedzy technicznej i doświadczenia koniecznych do wykonania wypieku za pomocą jedynie ogólnych instrukcji. Wszyscy cukiernicy opierają się na tym samym przepisie i nie są wcześniej informowani na czym będzie polegała konkurencja. Oceniając wyniki pracy cukierników jury nie wie, który z zawodników wykonał dany wypiek. Te oceniane są od najgorszego do najlepszego.
Zadanie popisowePozwala cukiernikom na wykazanie się umiejętnościami i talentem. Cenione są profesjonalny wygląd wypieku i wyróżniające się połączenie smaków.
W pierwszym sezonie każdy z odcinków nagrywany był w nowej lokalizacji. Od drugiego program gości na stałe w specjalnie postawionym do tego celu namiocie. W trakcie programu przedstawiani są zawodnicy i ich historie, poznajemy również ciekawostki cukiernicze. Zaplanowane przez zawodników na każdą konkurencję wypieki przedstawiane są za pomocą grafik tworzonych od początku trwania programu przez ilustratora Toma Hoveya.

## Sezony
| Sezon | Liczba odcinków | Data premiery    | Data finału          | 1 miejsce         | 2 i 3 miejsce        | Oglądalność w UK (w milionach) | Dzień i pora emisji | Kanał     |
| ----- | --------------- | ---------------- | -------------------- | ----------------- | -------------------- | ------------------------------ | ------------------- | --------- |
| 1     | 6               | 17 sierpnia 2010 | 21 września 2010     | Edd Kimber        | Miranda Gore Browne  | 2,77                           | czwartek 20:00      | BBC Two   |
| 1     | 6               | 17 sierpnia 2010 | 21 września 2010     | Edd Kimber        | Ruth Clemens         | 2,77                           | czwartek 20:00      | BBC Two   |
| 2     | 8               | 14 sierpnia 2011 | 4 października 2011  | Joanne Wheatley   | Holly Bell           | 4,00                           | czwartek 20:00      | BBC Two   |
| 2     | 8               | 14 sierpnia 2011 | 4 października 2011  | Joanne Wheatley   | Mary-Anne Boermans   | 4,00                           | czwartek 20:00      | BBC Two   |
| 3     | 10              | 14 sierpnia 2012 | 16 października 2012 | John Whaite       | Brendan Lynch        | 5,00                           | czwartek 20:00      | BBC Two   |
| 3     | 10              | 14 sierpnia 2012 | 16 października 2012 | John Whaite       | James Morton         | 5,00                           | czwartek 20:00      | BBC Two   |
| 4     | 10              | 20 sierpnia 2013 | 22 października 2013 | Frances Quinn     | Kimberley Wilson     | 7,35                           | czwartek 20:00      | BBC Two   |
| 4     | 10              | 20 sierpnia 2013 | 22 października 2013 | Frances Quinn     | Ruby Tandoh          | 7,35                           | czwartek 20:00      | BBC Two   |
| 5     | 10              | 6 sierpnia 2014  | 8 października 2014  | Nancy Birtwhistle | Luis Troyano         | 10,04                          | środa 20:00         | BBC One   |
| 5     | 10              | 6 sierpnia 2014  | 8 października 2014  | Nancy Birtwhistle | Richard Burr         | 10,04                          | środa 20:00         | BBC One   |
| 6     | 10              | 5 sierpnia 2015  | 7 października 2015  | Nadiya Hussain    | Ian Cumming          | 12,50                          | środa 20:00         | BBC One   |
| 6     | 10              | 5 sierpnia 2015  | 7 października 2015  | Nadiya Hussain    | Tamal Ray            | 12,50                          | środa 20:00         | BBC One   |
| 7     | 10              | 24 sierpnia 2016 | 26 października 2016 | Candice Brown     | Andrew Smyth         | 13,85                          | środa 20:00         | BBC One   |
| 7     | 10              | 24 sierpnia 2016 | 26 października 2016 | Candice Brown     | Jane Beedle          | 13,85                          | środa 20:00         | BBC One   |
| 8     | 10              | 29 sierpnia 2017 | 31 października 2017 | Sophie Faldo      | Kate Lyon            | 9,29                           | wtorek 20:00        | Channel 4 |
| 8     | 10              | 29 sierpnia 2017 | 31 października 2017 | Sophie Faldo      | Steven Carter-Bailey | 9,29                           | wtorek 20:00        | Channel 4 |
| 9     | 10              | 28 sierpnia 2018 | 30 października 2018 | Rahul Mandal      | Kim-Joy Hewlett      | 9,30                           | wtorek 20:00        | Channel 4 |
| 9     | 10              | 28 sierpnia 2018 | 30 października 2018 | Rahul Mandal      | Ruby Bhogal          | 9,30                           | wtorek 20:00        | Channel 4 |
| 10    | 10              | 27 sierpnia 2019 | 29 października 2019 | David Atherton    | Alice Fevronia       | 9.24                           | wtorek 20:00        | Channel 4 |
| 10    | 10              | 27 sierpnia 2019 | 29 października 2019 | David Atherton    | Steph Blackwell      | 9.24                           | wtorek 20:00        | Channel 4 |
| 11    | 10              | 22 września 2020 | 24 listopada 2020    | Peter Sawkins     | Laura Adlington      | 10.87                          | wtorek 20:00        | Channel 4 |
| 11    | 10              | 22 września 2020 | 24 listopada 2020    | Peter Sawkins     | Dave Friday          | 10.87                          | wtorek 20:00        | Channel 4 |

### Sezon 1 (2010)
W pierwszym sezonie programu The Great British Bake Off dziesięciu zawodników zmierzyło się o miano najlepszego cukiernika amatora. Co tydzień konkurowali w trzech różnych zadaniach, a każdy odcinek nagrany został w innym miejscu w Anglii. Finał sezonu miał miejsce w posiadłości Fulham Palace w Londynie.
Finalistami zostali Ruth Clemens, Miranda Gore Browne oraz Edd Kimber. 21 września 2010, Edd Kimber został pierwszym zwycięzcą programu.

### Sezon 2 (2011)
W drugim sezonie liczbę uczestników zwiększono do 12. W odróżnieniu od pierwszego sezonu, wszystkie odcinki nagrano w tym samym miejscu – Valentines Mansion – siedemnastowiecznej posiadłości w Redbridge w Londynie.
Do finału weszli Holly Bell, Mary-Anne Boermans oraz Joanne Wheatley, która ostatecznie wygrała ten sezon.

### Sezon 3 (2012)
Trzeci sezon The Great British Bake Offrozpoczął się 14 sierpnia 2012. Odcinki nagrywano w Harptree Court oraz East Harptree w hrabstwie Somerset.
W finale zmierzyli się Brendan Lynch, James Morton i John Whaite, który okazał się najlepszym z całej trójki.
Trzeci sezon wyemitowano w USA na stacji PBS jako sezon, program zobaczyć można również było na platformie Netflix pod nazwą The Great British Baking Show: The Beginnings.

### Sezon 4 (2013)
Emisja sezonu czwartego rozpoczęła się 20 sierpnia 2013 na kanale BBC Two. Program po raz kolejny nagrany został w Harptree Court w East Harptree. Konkurs wygrała Frances Quinn, miejsca na podium zajęli Ruby Tandoh i Kimberley Wilson.
W Stanach sezon ten emitowany był jako sezon 2 na antenie PBS, oraz na platformie Netflix pod nazwą Collection 2.

### Sezon 5 (2014)
Sezon piąty rozpoczął się 6 sierpnia 2014 i emitowany był na kanale BBC One. Program nagrano w Welford Park w Berkshire. Zmierzyło się w nim dwunastu piekarzy. Mary Berry oraz Paul Hollywood ponownie zasiedli w jury, a program po raz kolejny poprowadziły Sue Perkins i Mel Giedroyc. Richard Burr, który wygrał najwięcej konkurencji w całej historii programu, został pokonany w finale przez Nancy Birtwhistle.
Dodatkowo stworzony został spin-off programu pod nazwą The Great British Bake Off: An Extra Slice, poprowadził go komik Jo Brand, a oglądać go można było na antenie BBC Two. Początkowo odcinki emitowane były dwa dni po „GBBO”, ale później zdecydowano o przeniesieniu ich na ten sam dzień. W show pokazywane były wywiady z uczestnikami, którzy odpadli z konkursu.
W Stanach sezon ten emitowany był jako sezon 1 na antenie PBS, oraz na platformie Netflix pod nazwą Collection 1.

### Sezon 6 (2015)
Pierwszy odcinek szóstego sezonu ukazał się 5 sierpnia 2015 na antenie BBC One, i ponownie nagrany został w Welford Park whrabstwie Berkshire. Ukazał się również drugi sezon The Great British Bake Off: An Extra Slice, który ponownie poprowadził Jo Brand. Zwyciężczynią została Nadiya Hussain, a w najlepszej trójce znaleźli się poza nią jeszcze Ian Cumming i Tamal Ray.
W Stanach sezon ten emitowany był jako sezon 3 na antenie PBS, oraz na platformie Netflix pod nazwą Collection 3.

### Sezon 7 (2016)
Siódmy sezon miał początek dopiero 24 sierpnia 2016 na antenie BBC One, co spowodowane było emisją Igrzysk Olimpijskich. Rywalizację zwyciężyła Candice Brown, kolejne miejsca zajęli Jane Beedle oraz Andrew Smyth.
W Stanach sezon ten emitowany był jako sezon 4 na antenie PBS, oraz na platformie Netflix pod nazwą Collection 4.

### Sezon 8 (2017)
Premiera ósmego sezonu rozpoczęła się 29 sierpnia 2017. Jest pierwszą, która ukazała się po przeniesieniu programu na kanał Channel 4. Poprowadzili ją nowi prowadzący Noel Fielding i Sandi Toksvig, a w jury, oprócz znanego z poprzednich sezonów Paula Hollywooda zasiadła Prue Leith. Sezon wygrała Sophie Faldo, kolejne miejsca zajęli Kate Lyon oraz Steven Carter-Bailey.
W Stanach sezon ten emitowany był na platformie Netflix pod nazwą Collection 5.

### Sezon 9 (2018)
Dziewiąty sezon ukazał się 28 sierpnia 2018. 30 października 2018 ogłoszono, że zwycięzcą programu został Rahul Mandal. Drugie i trzecie miejsce zajęły kolejno Ruby Bhogal oraz Kim-Joy Hewlett.
W Stanach sezon ten emitowany był na platformie Netflix pod nazwą Collection 6.

### Sezon 10 (2019)
Dziesiąty sezon ukazał się 27 sierpnia 2019. Rywalizację w tej serii rozpoczęło 13 piekarzy zamiast 12, co oznaczało, że w jednym z odcinków musiało dojść do podwójnej eliminacji. 29 października 2019 ogłoszono, że zwycięzcą programu został David Atherton. Drugie i trzecie miejsce zajęły Alice Fevronia i Steph Blackwell.

### Sezon 11 (2020)
Jedenasty sezon ukazał się 22 września 2020. Filmowanie tej serii, pierwotnie planowane na kwiecień 2020, zostało opóźnione przez pandemię COVID-19 i zostało przesunięte na lipiec 2020. Zmianie ulec musiał także system nagrywania: z powodu pandemii obsada i ekipa musieli zamieszkać w samowystarczalnej biosferze Down Hall Hotel w pobliżu Bishop's Stortford, zaś kręcenie odbywało się w namiocie w ogrodzie hotelu przez 6 tygodni. Zarówno zawodnicy, jak i ekipa musieli przejść okres samoizolacji po zakończeniu zdjęć.
Do prowadzącego Noela Fieldinga dołączył Matt Lucas, który zastąpił Sandi Toksvig. Pierwsze trzy odcinki zostały przedłużone do 90 minut zamiast zwykłych 75 minut. Serię wygrał Peter Sakins, a drugie miejsca zajęli Dave Friday i Laura Adlington. Sakins jest najmłodszym zwycięzcą w 10-letniej historii programu (20 lat) i pierwszym Szkotem.

## Nieukończone wypieki i drobne wpadki
Od czasu do czasu zdarzały się wpadki, które miały wpływ na ocenę jurorów. Oto niektóre z nich:
- Prezenterki Mel Giedroyc i Sue Perkins kilkukrotnie przypadkowo ingerowały w tworzenie wypieków, zdarzyło im się na przykład zgnieść świeżo upieczone muffiny angielskie Howarda Middletona, uczestnika czwartego sezonu.
- W sezonie drugim Robert Billington przypadkowo upuścił podczas dekorowania wielowarstwowy tort. Z pomocą jury i prezenterek udało się uratować dolną warstwę ciasta i oddać wypiek do oceny.
- W trakcie sezonu trzeciego John Whaite doznał poważnego skaleczenia palca, przez co nie mógł dokończyć wypieku i zmuszony był opuścić konkurencję. W tym odcinku żaden z uczestników nie został eliminowany.
- W sezonie czwartym jedna z uczestniczek, Deborah Manger, przypadkowo użyła kremu angielskiego zrobionego przez Howarda Middletona. W efekcie Howard musiał użyć kremu zrobionego przez nią. Jury wzięło tę pomyłkę pod uwagę – krem i desery trifle oceniane były osobno[42].
- W sezonie piątym podczas przyrządzania deseru Baked Alaska lody Iaina Wattersa, a także innych uczestników, stopiły się wskutek wysokich temperatur. W porywie gniewu Watters wyrzucił je do kosza i opuścił namiot. Wrócił do niego po chwili, ale nie mógł przedstawić jury swojego deseru (do oceny przystąpił prezentując kosz na śmieci) w związku z czym został eliminowany z konkursu. Incydent ten spowodował niezadowolenie wśród widowni, która podejrzewała winę któregoś z pozostałych uczestników. Wydarzenie to znane jest jako ‘Bingate’[43].
- W sezonie dziewiątym z powodu temperatury pękł jeden ze słoików na stanowisku Rahula Mandala. Szkło mogło dostać się do używanych przez niego składników, ekipa produkcyjna musiała więc pozbyć się ich i uprzątnąć stanowisko. Mandal otrzymał dodatkowe 15 minut na dokończenie wypieku.

## Odbiór

### Recenzje krytyków
Po początkowych mieszanych recenzjach (zarzucających na przykład nieinteresujący format programu oraz brak humoru, czy brak charyzmy jurorów) opinie stawały się coraz przychylniejsze.
Recenzje były wciąż pozytywne również po przeniesieniu programu do nowej stacji, zdarzały się jednak głosy niezadowolenia.

### Wpływ na kulturę
Program stał się ważną częścią kultury brytyjskiej i ożywił zainteresowanie pieczeniem. Sklepy w Wielkiej Brytanii odnotowały znaczący wzrost sprzedaży artykułów i akcesoriów cukierniczych. Ocenia się również, że dzięki ‘GBBO’ na nowo wzrosło znaczenie organizacji dla kobiet Women's Institute, której liczba członkiń stała się najwyższą od lat 70. Równocześnie wzrosła liczba sprzedawanych książek o tematyce cukierniczej, oraz powstało wiele małych cukierni.

### Oglądalność
Premierowy odcinek programu obejrzały ponad 2 miliony widzów. Oglądalność rosła systematycznie i w sezonie drugim osiągnęła zaskakujący poziom 4 milionów widzów. Z czasem program stał się najchętniej oglądanym w ciągu tygodnia na kanale BBC Two.
W czwartym sezonie program stał się jednym z najchętniej oglądanych na BBC Two. Jego finał pobił rekord oglądalności stacji należący poprzednio do programu Top Gear.
Widownia ‘GBBO’ wzrosła ponownie po jego przeniesieniu do BBC One. Odcinek przedstawiający incydent związany z przygotowywaniem deseru Baked Alaska zyskał rekordową oglądalność rzędu 10,3 miliona widzów, z których 2 miliony obejrzało odcinek na platformie BBC iPlayer. Wyniki oglądalności rosły systematycznie z sezonu na sezon.
Premiera programu na Channel 4 przyciągnęła średnio 5,8 miliona widzów. Jest to najniższy wynik dla premierowego odcinka od czasów sezony czwartego, lecz stanowi rekord stacji należący poprzednio do relacji z Igrzysk Olimpijskich. Najnowsza seria przyciąga średnio 9 milionów widzów.

## Kontrowersje

### Kara za lokowanie produktów
Producent programu został we wrześniu 2012 ukarany przez BBC za lokowanie produktu dotyczące lodówek firmy Smeg. Problem został zauważony po skardze jednego z widzów na „rażące promowanie produktu”. BBC uznało umowę zawartą między Love Productions i Smeg za niezgodną ze standardami stacji i ogłosiła zamiar jej skorygowania.

### Incydent związany z deserem Baked Alaska („Bingate”)
Po emisji czwartego odcinka piątego sezonu nastąpiły kontrowersje związane z wyeliminowaniem Iaina Wattersa. Lody stanowiące część deseru Baked Alaska zrobione przez Wattersa nie stężały. Ten, w porywie złości, wyrzucił deser do kosza. Sposób, w jaki odcinek został zmontowany, zasugerował, że winę za to ponosi Diana Beard, która wyjęła lody z zamrażarki. Jej działanie, określone mianem sabotażu, wywołało lawinę nieprzychylnych komentarzy w mediach społecznościowych. Nagranie wyemitowane później w dodatku An Extra Slice pokazuje, że jedyną ingerencją było chwilowe otworzenie zamrażarki przez innego z uczestników. W obronie Beard stanęli członkowie obsady, a rzecznik BBC wydał oświadczenie w tej sprawie.” W związku z incydentem do stacji wpłynęło ponad 800 skarg.

### Podteksty seksualne
Sezon piąty wywołał liczne skargi widzów na niejednoznaczne wypowiedzi prezenterek. Zwycięzca sezonu trzeciego, John Whaite stanął jednak w ich obronie twierdząc, że użycie podtekstów seksualnych przyczyniło się do sukcesu programu.

### Pozwanie BBC
Zachęcona sukcesem programu, stacja BBC zamówiła wyprodukowanie wielu innych show przypominających formatem Bake Off. W 2014 firma Love Productions zapowiedziała pozwanie BBC za naruszenie ich prawa własności intelektualnej poprzez wykorzystanie formatu. Sprawa została rozstrzygnięta po cichu. BBC wypłaciło Love Productions rekompensatę, jednak stosunki między nimi ochłodziły się. Dwa lata później ogłoszono, że emisja programu przeniesiona zostaje na kanał Channel 4.

### Przedwczesne ogłoszenie zwycięzcy 8. serii
31 października 2017 jurorka Prue Leith ogłosiła na Twitterze nazwisko zwycięzcy ósmej edycji dwanaście godzin przed emisją finałowego odcinka. Szybko jednak usunęła post i przeprosiła fanów, którzy zdążyli go odczytać.

## Nagrody i nominacje
Program nominowany był m.in. do nagrody na festiwalu Rose d'Or, którą ostatecznie zdobył. Dodatkowo otrzymał kilka nominacji do statuetki BAFTA w różnych kategoriach i wygrał je w latach 2012, 2013 i 2016. ‘GBBO’ został również uhonorowany dwiema nagrodami na 20. gali wręczenia Brytyjskich Nagród Telewizyjnych w 2015.

## Emisja na świecie
Prawa do emisji oryginalnej, brytyjskiej wersji programu The Great British Bake Off zostały sprzedane do 196 krajów (stan na 2015). Format The Great Bake Off do 2015 został sprzedany do 20 krajów, co czyni go najpopularniejszym programem BBC po Strictly Come Dancing (w Polsce Taniec z gwiazdami) oraz The Weakest Link (w Polsce Najsłabsze ogniwo). W Polsce powstały trzy cykle na jego bazie: Polski turniej wypieków nadawany przez TLC oraz Bake Off – Ale ciacho! i Bake Off Junior emitowane przez TVP2.